# Nawaz Sharif
Mian Muhammad Nawaz Sharif (Lahore, 25 dicembre 1949) è un politico pakistano.
Sharif ha ricoperto per tre volte la carica del Primo ministro: dal 1990 al 1993, dal 1997 al 1999 e dal 2013 al 2017. Pur trovandosi fuori dal Paese, Sharif ricopre ancora un ruolo di grande influenza nel clima politico-sociale del Pakistan grazie al fatto di essere ancora il leader del Partito della Lega Musulmana del Pakistan.

## Biografia
È un musulmano sunnita di simpatie wahhabite, dottrina sviluppatasi in Arabia Saudita.
Questo legame privilegiato con l'Arabia Saudita ha favorito il trasferimento di grandi aiuti economici da parte di Riad, parte dei quali hanno favorito assieme alla costruzione di moschee, la creazione di madrase, o scuole coraniche, in molte zone del paese, divenendo rifugio di islamisti radicali e che da allora alimentano continue tensioni, conflitti sociali e violenze interreligiose nel Paese.
È stato eletto Primo ministro del Pakistan tre volte.
La prima fu dal 1º novembre 1990 al 18 luglio 1993, succedendo a Benazir Bhutto, e in seguito, dal 17 febbraio 1997 al 12 ottobre 1999.
Durante il secondo mandato, in seguito agli esperimenti nucleari del 1998, gli USA e la NATO imposero sanzioni economiche al Pakistan.
In quest'ultimo periodo il suo governo fu rovesciato dal colpo di Stato militare del generale Parvez Musharraf.
Fu quindi inviato in esilio un anno dopo, nel 2000, in Arabia Saudita per un minimo di dieci anni, onde evitare una condanna all'ergastolo per storno di fondi e corruzione. La sua condanna fu annullata dopo che sua figlia Maryam Nawaz Sharif ha influenzato la decisione dell'esercito pakistano, al tempo capeggiato da Musharraf. Immaginando di trarre vantaggio dalle difficoltà in cui si dibatteva il suo Paese, è tornato dall'esilio il 10 settembre 2007, ma lo stesso giorno è stato espulso di nuovo alla volta dell'Arabia Saudita.
In seguito alla visita in Arabia Saudita del Presidente Musharraf il 20 novembre 2007 ed ai colloqui avuti col re ʿAbd Allāh è stato consentito il rientro in patria di Sharif, avvenuto il 25 novembre 2007.
È leader della Lega Musulmana del Pakistan (N), uno dei due principali partiti di opposizione a Musharraf, insieme al Partito Popolare Pakistano di Benazir Bhutto. La Lega Musulmana del Pakistan (Q) sostiene invece l'ex-Presidente Musharraf.
È di etnia punjabi (etnia maggioritaria del paese), a differenza di Benazir Bhutto, che era di etnia sindhi, minoritaria nel Paese.
L'11 maggio 2013 Nawaz Sharif ha vinto le elezioni legislative pakistane ricevendo l'incarico di formare il nuovo governo del paese.
Il 28 luglio 2017 la Corte Suprema del Pakistan prese decisione della rimozione del Primo Ministro Sharif per una storia legata al caso Panama Papers. Nel 2018 Nawaz Sharif è stato condannato a 10 anni di carcere per corruzione in un processo che ha riguardato l'acquisto da parte di alcuni membri della sua famiglia di alcuni appartamenti di lusso a Londra.. Il 12 luglio 2018 è stato tratto in arresto a Lahore, dove era atterrato da un volo proveniente da Londra. Successivamente, gli viene permesso di lasciare il Paese per recarsi nel Regno Unito, su base umanitaria per ricevere cure mediche essenziali per combattere la  porpora trombocitopenica immune.
A partire dal 2021, Nawaz si trova ancora a Londra su cauzione scaduta. Ha compiuto breve ritorno in Pakistan nel 2024.